# Şekä
|  | Per a altres significats, vegeu «Seka». |

Şekä (del tàtar: Şekä o Шекә, turc: Çike) és un ésser semblant a un nan propi de la mitologia tàtara, que viu als boscos o cases abandonades. A les llegendes sol aparèixer en situació còmica.
Sheka a la mitologia polonesa és un esperit de camp que apareix com un nan deformat amb ulls de diferents colors i herba en comptes de cabells. Apareix al migdia o al capvespre i porta vestits totalment negres o blancs. Segons les creences locals, condueix a la gent errant per un camp, els dona malalties o els munta amb cavalls si es troben adormits. Gaudia estirant els cabells dels pagesos que treballaven al migdia. També ajudava a que els nens petits es perdessin pels camps de blat de moro. Si agafa una persona, l'obligava a cantar durant hores.